# Sunset Pass (film, 1929)

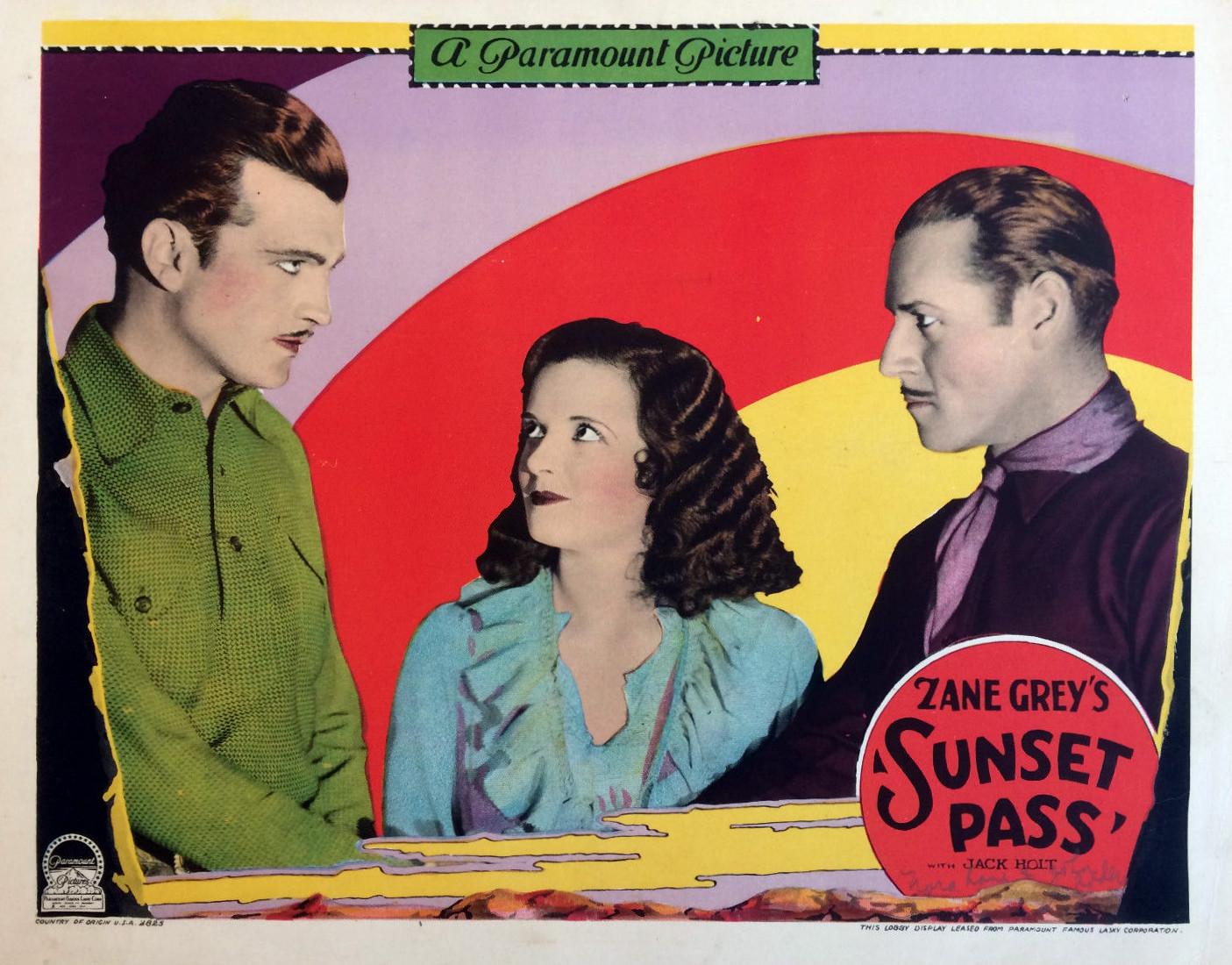
Carte promotionnelle du film

Pour les articles homonymes, voir Sunset Pass (homonymie).
Sunset Pass est un film américain réalisé par Otto Brower, sorti en 1929.

## Fiche technique
- Réalisation : Otto Brower
- Scénario : 	Ray Harris, J. Walter Ruben, d'après le roman Sunset Pass de Zane Grey[1]
- Production : Paramount Famous Lasky Corp.
- Photographie : Roy Clark
- Montage : Jane Loring
- Distributeur : Paramount Pictures
- Durée : 6 bobines[2]
- Date de sortie : 1929

## Distribution
- Jack Holt : Jack Rock
- Nora Lane : Leatrice Preston
- John Loder : Ashleigh Preston
- Christian J. Frank : Chuck
- Gilbert Holmes : Shorty (credité Pee Wee Holmes)
- Chester Conklin : Windy
- Pat Harmon : Clink Peeples
- Alfred Allen : Amos Dabb
- Guy Oliver : Clark
- James Pier Mason